# 엔타블러처

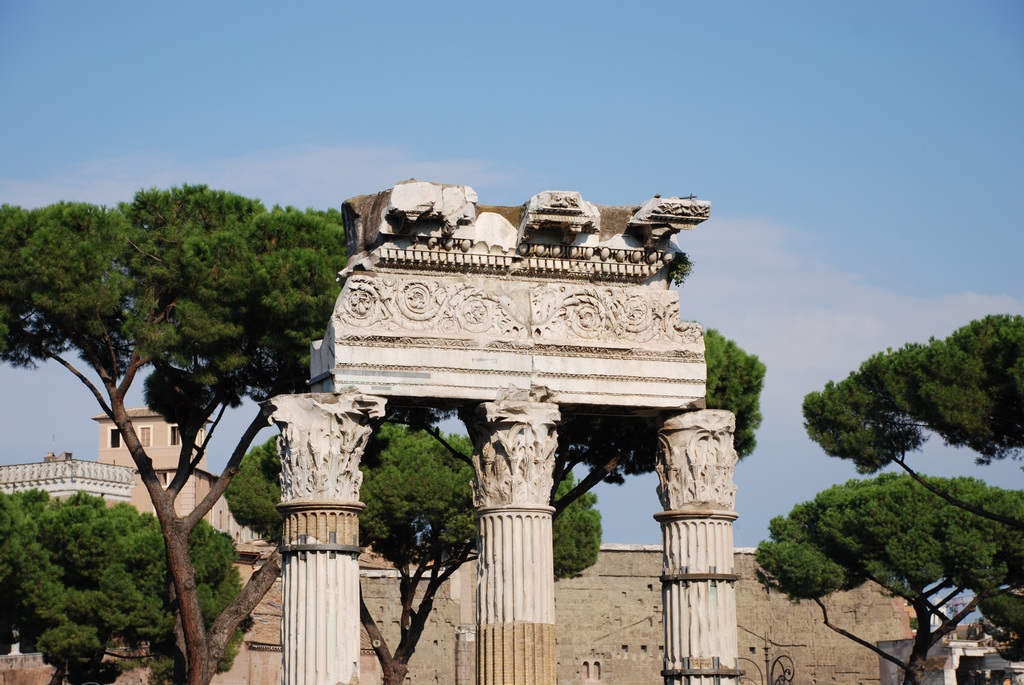
로마에 있는 베누스 게네트릭스 신전의 엔타블러처

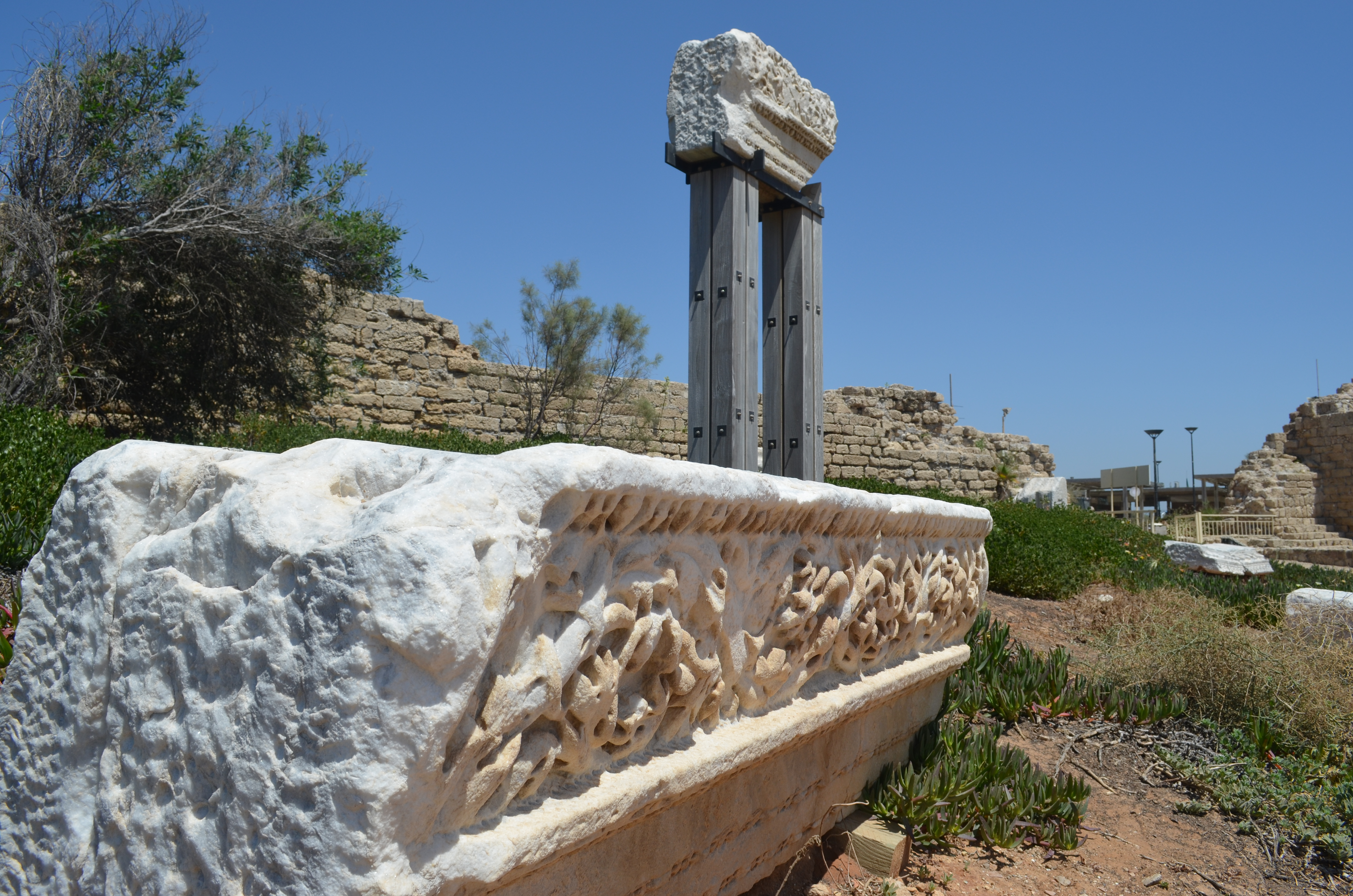
카에사레아 마리티마의 엔타블러처

엔타블러처(Entablature, 이탈리아어: intavolatura에서 유래, 'in'은 안쪽을 의미하며 'tavola'는 테이블을 의미한다.)는 기둥의 머리 위에 수평으로 놓여있는 몰딩과 밴드의 상부 구조이다. 엔타블러처는 고전 건축의 주요 요소이며 일반적으로 아키트레이브(바로 위에 있는 지지 부재, 기둥과 상인방 구조의 상인방과 동일), 프리즈(장식되어 있거나 장식되어 있지 않은 변형되지 않은 스트립), 코니스(페디먼트 아래로 튀어나온 부분)로 구성되어 있다. 그리스 신전과 로마 신전은 목조 구조를 기반으로 했을 것으로 추정되며, 목조 구조에서 석조 구조로의 디자인 변화를 석화(Petrification)라고 한다.

## 개요
엔타블러처의 구조는 주범 양식에 따라 다르다. 각각의 양식에서 아키트레이브, 프리즈, 코니스의 비율은 기둥의 비율에 따라 정의되었는데, 로마와 르네상스 시대에는 일반적으로 기둥 높이의 약 1/4 정도였다. 이런 모델에 맞지 않는 엔타블러처의 변형은 일반적으로 이 모델에서 파생된다. 이러한 모델에 적합하지 않은 엔타블러처의 변형은 일반적으로 여기에서 파생된다.

### 도리스 양식
순수한 고전적 도리스식 엔타블러처는 단순하다. 엔타블러처의 가장 낮은 부분에 띠 형태로 있는 아키트레이브는 아래에서 위 순서로 구타에, 레귈라(regulae), 테니아로 구분된다.
프리즈에는 수직으로 난 홈인 트리글리프가 배열되어 있으며, 그 트리글리프 사이의 직사각형 부분을 메토프라고 하는데, 메토프는 장식이 되어 있을 수도 있고 장식이 없을 수도 있다. 트리글리프는 평평하고 얇고 수평으로 돌출된 부분인 테니아 위에 놓여 있으며, 하단은 아키트레이브 상단에 있는 '구타에'라고 불리는 방울 장식으로 마감된다. 트리글리프의 상단은 엔타블러처에서 튀어나온 처마 장식과 만난다. 이 돌출부의 아랫면은 일반적으로 구타에로 마감 처리된 직사각형의 처마 장식돌인 무튤(mutules)로 장식되어 있다.
처마를 장식하는 돌림띠인 코니스는 소피트, 코로나(처마끝에서 물을 끊어주는 채양 역할을 하는 돌출부), 시마티움으로 나뉜다. 소피트는 노출된 아랫면이며 코로나와 시마티움은 코니스의 주요 부분이다.

### 이오니아 양식
이오니아식 엔타블러처는 아키트레이브에 평평한 수평 돌출부인 파시아와 처마 장식 아래에 치열(齒列) 모양의 직사각형 블록 몰딩인 덴틸을 추가한다.

### 코린토스 양식
코린토스 양식은 훨씬 더 화려한 처마 장식을 추가했는데, 아래에서 위로 사이마 레베르사, 덴틸, 오볼로, 모딜리온, 파시아, 사이마 렉타로 나뉜다. 모딜리온은 덴틸과 비슷한 역할을 하지만 일반적으로 아칸서스 잎 모양으로 화려하게 장식된 브래킷(까치발)이다.
에레크테이온의 카리아티드 주랑 현관에서 볼 수 있듯이 프리즈는 때때로 생략되기도 하는데, 에페소스의 디아나 신전에서는 프리즈가 구조물로 존재하지 않았을 것으로 보인다. 또한 초기 이오니아 건축을 바탕으로 목재 구조물의 암석을 재현한 리키아 무덤에서도 발견되지 않았다. 엔타블러처는 본질적으로 지붕 서까래의 끝을 지탱하는 두 개의 기둥에 걸쳐 있는 원시적인 상인방이 진화한 형태이다.

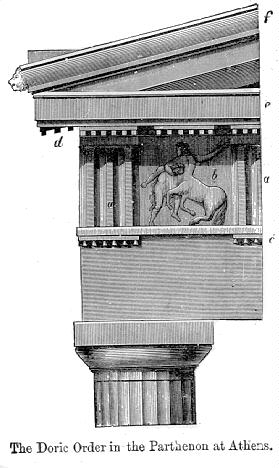
도리스식 기둥의 엔타블러처
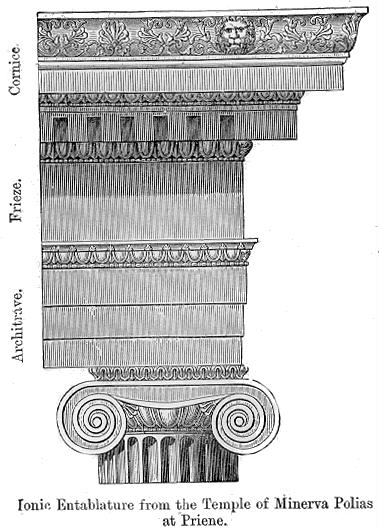
이오니아식 엔타블러처
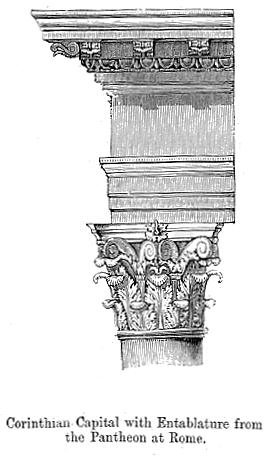
코린토스식 엔타블러처

### 비고전적 건축
고전적 기둥 시스템과 함께 엔타블러처는 고전 건축 외에서는 거의 찾아볼 수 없다. 기둥이 없는 벽의 상부를 완성하는 데 자주 사용되며, 필라스터(평평하게 펴진 기둥이나 벽에서 튀어나온 벽기둥)나 분리된 기둥 또는 붙임 기둥의 경우 기둥 주변으로 프로파일링 되기도 한다. 기둥의 종류와 관계없이 엔타블러처를 사용하는 것은 르네상스 이후에 나타났다.